# Lycée Isabel la Católica
Le Lycée Isabel la Católica (IES Isabel la Católica) est un centre d'enseignement secondaire situé à Madrid, près du parc du Retiro.
Le lycée est créé en 1939 par les nationalistes après la guerre d'Espagne, qui le dénomment en mémoire de la reine Isabelle la Catholique, sur le site de l'Instituto-Escuela, célèbre institution universitaire de la République.
Il demeure un établissement d'enseignement exclusivement féminin jusqu'en 1984, avant d'intégrer, après la transition démocratique, le système éducatif espagnol.

## Histoire
Créé le 4 avril 1939, le lycée Isabel la Católica emménage sous la dictature franquiste dans les bâtiments de l'Instituto-Escuela, institution éducative renommée de la République espagnole.
L'établissement est désormais dédié aux enseignements du national-catholicisme pour les jeunes filles de l'élite nationaliste.
Les enseignements de la religion ont une grande importance dans le système éducatif de l'institution, en partenariat avec l'Action Catholique et la Section Féminine de la Phalange, qui a pour objectif de former les jeunes femmes à leur rôle dans le foyer.
Après la mort du dictateur Franco en 1975, le lycée devient mixte en 1984.
En 2018, le lycée connait une célébrité internationale grâce à la série télévisée à succès Skam España, dans laquelle jouent les actrices Alba Planas et Nicole Wallace.

## Galerie

Le lycée Isabel la Católica
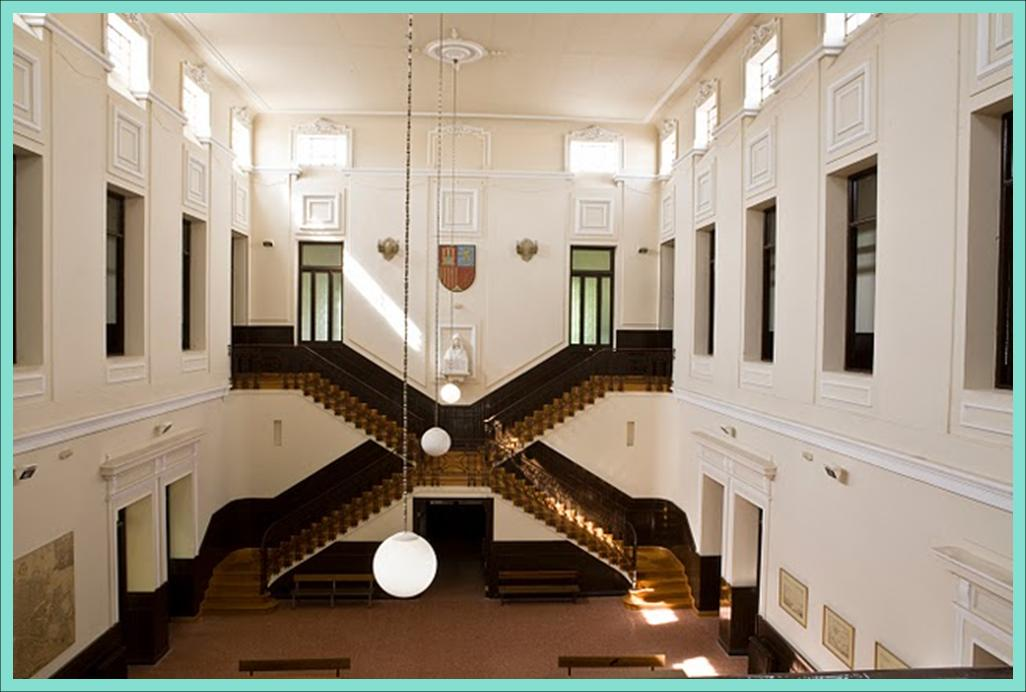
Vestibule du bâtiment historique.
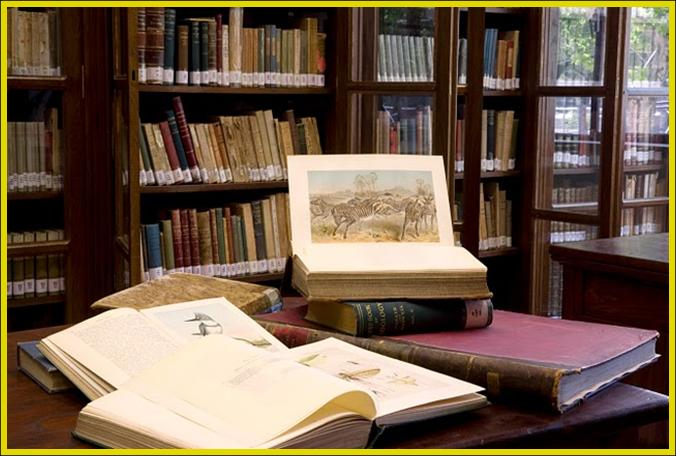
Bibliothèque historique du lycée.